# Comisión de la sal

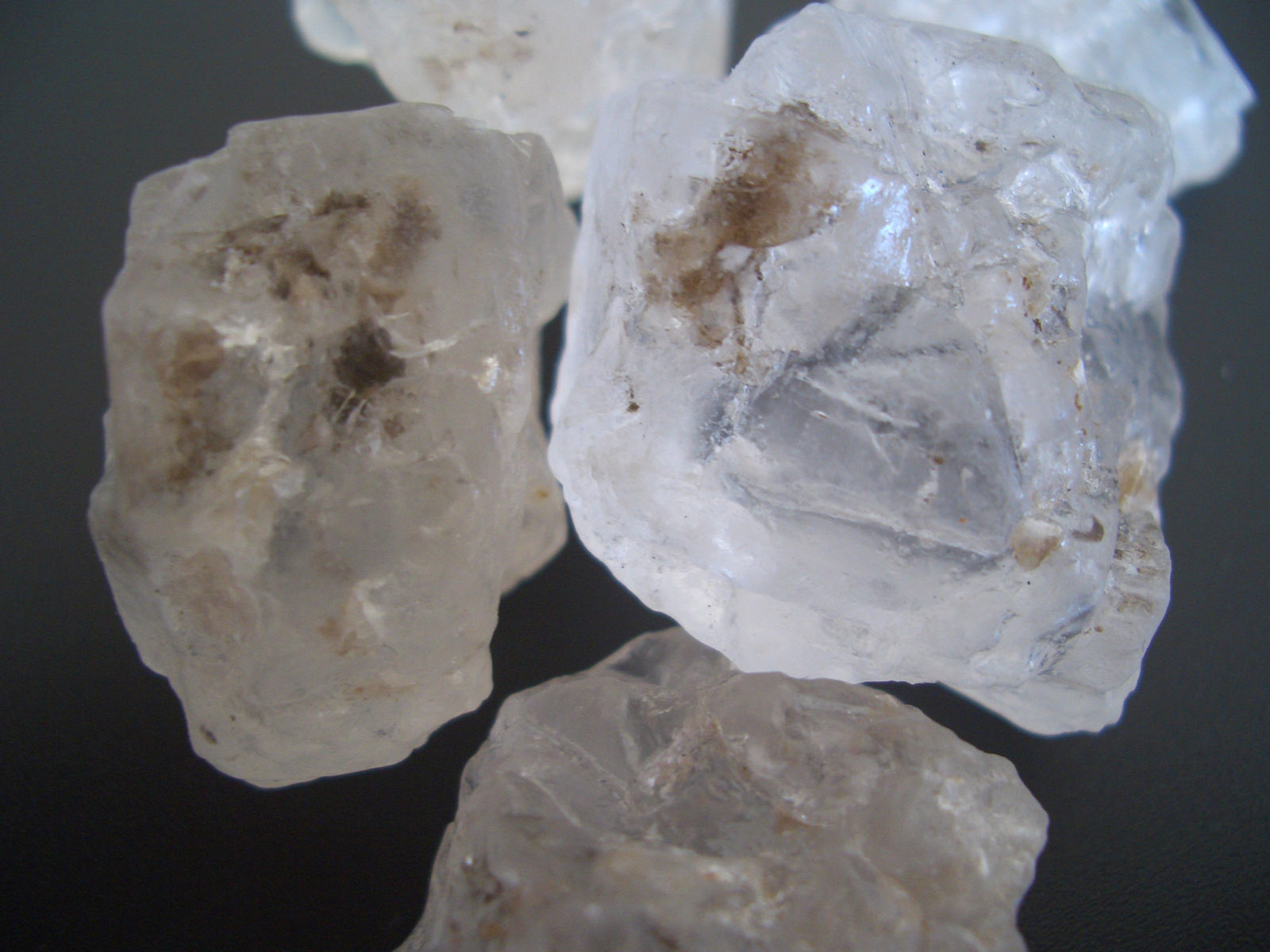
Sal lacustre del lago salado de Jilantai (Mongolia Interior, China)

La Comisión de Industria de la Sal fue una organización creada en 758, durante el ocaso de dinastía Tang en China para recaudar impuestos por el monopolio estatal del comercio de sal. La Comisión vendía la sal a mercaderes privados por un precio bajo, pero que incluía un impuesto acumulativo que pasaba a los consumidores. Este mecanismo básico de impuesto indirecto recaudado por los mercaderes privados supervisados por funcionarios se mantuvo hasta mediados del siglo XX. El impuesto de la sal permitió que un gobierno débil pudiera sostenerse, dado que solo necesitaba controlar las pocas regiones productoras de sal para generar ingresos. El fin del monopolio gubernamental de la sal en China fue anunciado en 2014, siendo efectivo desde 2016.

## Historia
Tras la rebelión de An Lushan (756-763) los ingresos gubernamentales derivados del impuesto sobre la tierra empezaron a decaer. El sistema equitativo de tierra en el que se basaba el impuesto había sido socavado por la aristocracia y los monasterios budistas al adquirir grandes extensiones de tierra y disminuir la que era gravable. Para reequilibrar las cuentas públicas, se creó un nuevo impuesto sobre la sal. En 758, canciller Liu Yan creó una Comisión para la Sal y el Hierro. Liu había cementado su carrera al usar otros impuestos como la corvea para financiar el dragado del canal que conecta los ríos  Huai y Amarillo; este proyecto había bajado los costes del transporte y aliviado el mercado de alimentos además de hacer crecer los ingresos fiscales con poca inversión. El río Huai recorre el norte de Jiangsu, la ubicación de varias marismas salinas que eran usadas como fuente de sal. Liu se dio cuenta de que si el gobierno podía controlar estas áreas, podía vender la sal en monopolio a los mercaderes que pasarían la diferencia de precio a sus clientes. Este impuesto era un gravamen indirecto recogido por adelantado sin tener que controlar las áreas donde la sal era consumida. La comisión se formó para supervisar el esquema al mando de un comisario de la sal (yantie shi), un especialista financiero de forma excepcional en la administración Tang que no usaba especialistas.

## Efectos
La sal era vendida solo en oficinas regionales por productores autorizados y solo a mercaderes autorizados con un margen para el estado. La distribución por los mercaderes aseguraba que la política penetraba en áreas donde el gobierno central tenía poco control. Los mercaderes entonces pasaban el coste de la sal a los consumidores. Los campesinos eran los más afectados al gastar un porcentaje elevado de sus ingresos en bienes alimentarios básicos. Para 779, el impuesto de la sal suponía más de la mitad de los ingresos del gobierno.